# كونيهيرو ياماشيتا
كونيهيرو ياماشيتا (باليابانية: 山下 訓広) (مواليد 29 مايو 1986)، هو لاعب كرة قدم ياباني سابق كان يلعب كمدافع.

## وصلات خارجية
- كونيهيرو ياماشيتا على موقع رابطة كرة القدم اليابانية للمحترفين (اليابانية)
- كونيهيرو ياماشيتا على موقع قاعدة بيانات كرة القدم.إي يو (الإنجليزية)
- كونيهيرو ياماشيتا على موقع Soccerway.com (الإنجليزية)
- كونيهيرو ياماشيتا على موقع عالم كرة القدم.نت (الإنجليزية)